# Agrochola garibaldina
Agrochola garibaldina là một loài bướm đêm trong họ Noctuidae.